# Ну, погоди! (выпуск 12)
Ну, погоди! (выпуск 12) — двенадцатый мультипликационный фильм из серии «Ну, погоди!».

## Сюжет
Заяц посещает музей, где его поджидает спрятавшийся в рыцарских доспехах Волк.
Волк в рыцарских доспехах скользит в тапочках по отполированному полу, получает молотом пещерного человека по голове, а затем случайно роняет сигарету внутрь брони и поджигает себя.
В ходе погони за Зайцем Волк деформирует вазу в другие сосуды, устраивает в зале воинов сражение, заворачивается в ковёр и попадает в саркофаг Рамзеса II; пробивает стену стенобитным орудием.
В итоге Волк становится частью древнегреческой статуи.

## Создатели
| Авторы сценария            | Александр Курляндский, Аркадий Хайт                                              |
| Режиссёр                   | Вячеслав Котёночкин                                                              |
| Художник-постановщик       | Светозар Русаков                                                                 |
| Оператор                   | Светлана Кощеева (в титрах — С. Кащеева)                                         |
| Звукооператор              | Владимир Кутузов                                                                 |
| Музыкальное оформление     | Александр Гольдштейн                                                             |
| Ассистенты:                | Галина Андреева, Нина Николаева                                                  |
| Монтажёр                   | Маргарита Михеева                                                                |
| Художники-мультипликаторы: | Виктор Арсентьев, Владимир Арбеков, Олег Комаров, Фёдор Елдинов, Николай Фёдоров |
| Роли озвучивали:           | Анатолий Папанов — Волк, Клара Румянова — Заяц                                   |
| Художники                  | Ирина Троянова, Сергей Маракасов                                                 |
| Редактор                   | Елена Никиткина                                                                  |
| Директор картины           | Любовь Бутырина                                                                  |

## Музыка
- Klaus Wunderlich — «Lotto-Zahlen» (Wunderlich);
- Klaus Wunderlich — «Corn Flakes» (K. Lauer);
- Gorni Kramer — «Onde del Danubio» (Ivanovici);
- Ter Abramoff et sa Balalaika — «Mes Gitans» (Folklore - Arrangt. Ter Abramoff);
- Dan Lacksman Association with E.M.S. Moog Synthisiser — «Coconut» (Dan Lacksman);
- Helmut Zacharias und sein Orchester — «Triumph-Marsch» («Marcia trionfale») (Verdi) (aus «Aida»);
- Mel Taylor And The Magics In Action! — «Drums A Go-Go» (P. Buff);
- Jo Ment — «Zorbas Dance» (Mikis Theodorakis).

В эпизоде с титрами звучит неизменная музыкальная композиция «Водные лыжи» Тамаша Деака в исполнении вокального ансамбля «Гармония» и инструментального ансамбля «Деак».